# Zbigniew Szura
Zbigniew Szura  (ur. 9 listopada 1952 w Ławnicy) – generał brygady Wojska Polskiego w stanie spoczynku, były zastępca dowódcy 2 Korpusu Zmechanizowanego.

## Życiorys
Zbigniew Szura urodził się 9 listopada 1952 w Ławnicy. Absolwent Technikum Elektrycznego w Mielcu. We wrześniu 1972 rozpoczął studia w Wyższej Szkole Oficerskiej Wojsk Pancernych w Poznaniu, które ukończył w sierpniu 1976 i został promowany na podporucznika. Służbę zawodową rozpoczął jako dowódca plutonu czołgów w 73 pułku czołgów w Gubinie. Od roku 1980 do 1982 dowódca kompanii czołgów w tym pułku. 
W 1982 został skierowany na studia w Akademii Sztabu Generalnego, po ukończeniu których został w 1985 wyznaczony na stanowisko starszego asystenta na Wydziale Wojsk Lądowych Akademii Sztabu Generalnego. Następnie objął funkcję starszego oficera wydziału rozpoznawczego sztabu 5 Dywizji Pancernej. W latach 1986–1988 był szefem sztabu – zastępca dowódcy 27 pułku czołgów w Gubinie. W 1989 został wyznaczony na stanowisko dowódcy 13 pułku zmechanizowanego w Kożuchowie. Dowodzony przez niego pułk zdobył miano przodującego oddziału Wojska Polskiego. W latach 1991–1994 był szefem sztabu – zastępca dowódcy 11 Dywizji Zmechanizowanej w Żaganiu. 
W 1994 awansowany na stopień pułkownika. W tym samym roku został skierowany na Podyplomowe Studia Operacyjne–Strategiczne w Akademii Obrony Narodowej, po ukończeniu których ponownie kierował sztabem 11 Dywizji Kawalerii Pancernej. W 1996 objął funkcję szefa oddziału operacyjnego w sztabie Śląskiego Okręgu Wojskowego. W latach 1997–2001 piastował stanowisko dowódcy 4 Dywizji Zmechanizowanej w Krośnie Odrzańskim. Dowodzona przez niego dywizja zdobyła miano przodującego związku taktycznego Wojska Polskiego i uzyskała Znak Honorowy Sił Zbrojnych Rzeczypospolitej Polskiej. 
15 sierpnia 2000 podczas uroczystości z okazji Święta Wojska Polskiego na dziedzińcu Belwederu został awansowany na stopień generała brygady. Akt mianowania odebrał z rąk prezydenta Rzeczypospolitej Polskiej Aleksandra Kwaśniewskiego. W latach 2001–2005 był zastępcą dowódcy 2 Korpusu Zmechanizowanego w Krakowie. W 2006 uczestniczył jako słuchacz w kursach specjalistycznych przygotowujących do objęcia obowiązków zastępcy dowódcy Korpusu Sił Szybkiego Reagowania NATO w Stambule. W okresie tym pełnił także funkcje społeczne, m.in. był dyrektorem Biura Organizacyjnego Międzynarodowego Festiwalu Orkiestr Wojskowych w Krakowie, uczestniczył w 2002 w zabezpieczeniu wizyty  Jana Pawła II w Krakowie. 
22 stycznia 2008 został pożegnany przez ministra obrony narodowej Bogdana Klicha. W latach 2009–2014 był prezesem Lubuskiego Zarządu Wojewódzkiego Związku Żołnierzy Wojska Polskiego w Zielonej Górze. Przewodniczący Lubuskiej Rady Kombatantów, Osób Represjonowanych i Stowarzyszeń Patriotycznych do 2017, od 9 grudnia 2019 przewodniczący Lubuskiej Rady Pamięci. Autor książki  „Autobiografia bez patosu”. Prezes Zarządu Federacji Polskich Pancerniaków przy Centrum Tradycji Polskich Wojsk Pancernych w Żaganiu.

## Awanse[2]
- podporucznik – 1976
- porucznik – 1979
- kapitan – 1982
- major – 1987
- podpułkownik – 1991
- pułkownik – 1994
- generał brygady – 2000

## Ordery, odznaczenia i wyróżnienia
- Krzyż Kawalerski Orderu Odrodzenia Polski[9]
- Złoty Krzyż Zasługi[5]
- Srebrny Krzyż Zasługi[9]
- Złoty Medal „Siły Zbrojne w Służbie Ojczyzny”[9]
- Złoty Medal „Za zasługi dla obronności kraju”[9]
- tytuł „Przodujący Oddział” w Siłach Zbrojnych RP[5]
- tytuł „Przodujący Związek Taktyczny” w Siłach Zbrojnych RP[5]
- Znak Honorowy Sił Zbrojnych Rzeczypospolitej Polskiej[5]
- Odznaka pamiątkowa 11 Dywizji Zmechanizowanej ex officio
- Odznaka pamiątkowa 4 Dywizji Zmechanizowanej ex officio
- Medal Za zasługi dla ŚOW
- Odznaka pamiątkowa 2 Korpusu Zmechanizowanego ex officio